# Рикардо, Давид
Дави́д Рика́рдо (англ. David Ricardo, 18 апреля 1772, Лондон — 11 сентября 1823, Гатком-Парк, Глостершир) — английский экономист, классик политической экономии, последователь и одновременно оппонент Адама Смита, выявил закономерную в условиях свободной конкуренции тенденцию нормы прибыли к понижению, разработал законченную теорию о формах земельной ренты. Развил идеи Адама Смита о том, что стоимость товаров определяется количеством труда, необходимого для их производства, и разработал теорию распределения, объясняющую, как эта стоимость распределяется между различными классами общества.

## Биография
Давид Рикардо родился 18 апреля 1772 года в Лондоне. Был родом из португальско-еврейской (сефардской) семьи, эмигрировавшей в Англию из Голландии непосредственно перед его рождением. Он был третьим из семнадцати детей биржевого маклера Абрахама Рикардо, женатого на Эбигейль Дельвалле. До 14 лет учился в Голландии, в 14 лет присоединился к своему отцу на Лондонской фондовой бирже, где начал постигать основы коммерции, помогая ему в торговых и биржевых операциях. К 16 годам Рикардо мог самостоятельно справляться со многими поручениями отца на бирже.
В 21 год Рикардо, отказавшись от традиционного иудаизма, перешёл в унитарианство и женился на Присцилле Энн Уилкинсон, исповедовавшей религию квакеров. Отец лишил его наследства, а мать с тех пор никогда с ним не разговаривала. Таким образом, Рикардо потерял поддержку семьи, однако к этому времени он уже скопил порядка 800 фунтов, что на тот момент являлось зарплатой чернорабочего за 20 лет или около 50 тысяч фунтов на 2005 год, и приобрёл достаточно опыта в биржевых операциях для обеспечения себя и молодой жены без поддержки со стороны родителей.
Спустя 5—6 лет он преуспел в биржевых операциях, а через 12 лет бросил занятие биржевого маклера. К 38 годам стал крупной финансовой фигурой. В 42 года отошёл от активной деятельности, чтобы заняться научными изысканиями в области экономической теории, обладая состоянием, по разным оценкам, от 500 тысяч до 1 миллиона 600 тысяч фунтов. Приобрёл поместье в Глостершире, начал вести жизнь богатого землевладельца.
В 1799 году начал интересоваться экономической теорией, прочитав книгу Адама Смита «Богатство народов». В 1809 году написал первую экономическую заметку. Главным трудом Рикардо является книга «Начала политической экономии и налогового обложения», написанная в 1817 году.
Научные интересы Рикардо были тесно связаны с острыми вопросами, по поводу которых сталкивались интересы разных классов. Прежде всего таким был вопрос о пошлинах на ввозимый хлеб. Пошлины были выгодны землевладельцам, но вынуждали фабрикантов повышать зарплату рабочим, чтобы они могли покупать дорогой хлеб. Рикардо, хотя он и стал землевладельцем, отстаивал интересы промышленников.
В 1819 году окончательно устранился из бизнеса и был избран членом Палаты общин от одного из избирательных округов Ирландии — «гнилого местечка», в котором Рикардо никогда не бывал, а купил депутатский мандат у местного лендлорда. Заняв место в парламенте, Рикардо стал сторонником реформы, которая закрыла бы такую возможность становиться депутатом. Рикардо формально не присоединился ни к правящей партии тори, ни к вигской оппозиции. Виги были ему ближе, он пользовался большим авторитетом в их кругах, но занимал независимую позицию и нередко голосовал вопреки их позиции. Выступал часто, в основном по экономическим вопросам, поддерживал отмену «хлебных законов» и требования о либерализации экономики, свободе торговли, сокращение государственного долга и т. п.
Вокруг Рикардо сложился кружок, в который входили его последователи: Джеймс Милль, Джон Рамсей Мак-Куллох, Эдуард Уэст (1782—1828) и Томас де Квинси. Поддерживал дружеские отношения с Томасом Мальтусом, с которым постоянно полемизировал, и Жаном Батистом Сэем. В 1821 основал первый в Англии клуб политической экономии.
Умер в возрасте 51 года в Глостершире от ушной инфекции.
В семье Рикардо было восемь детей, из которых двое — Осман и Давид-младший — стали членами парламента, а Мортимер — офицером королевской гвардии.

## Основные идеи и воззрения

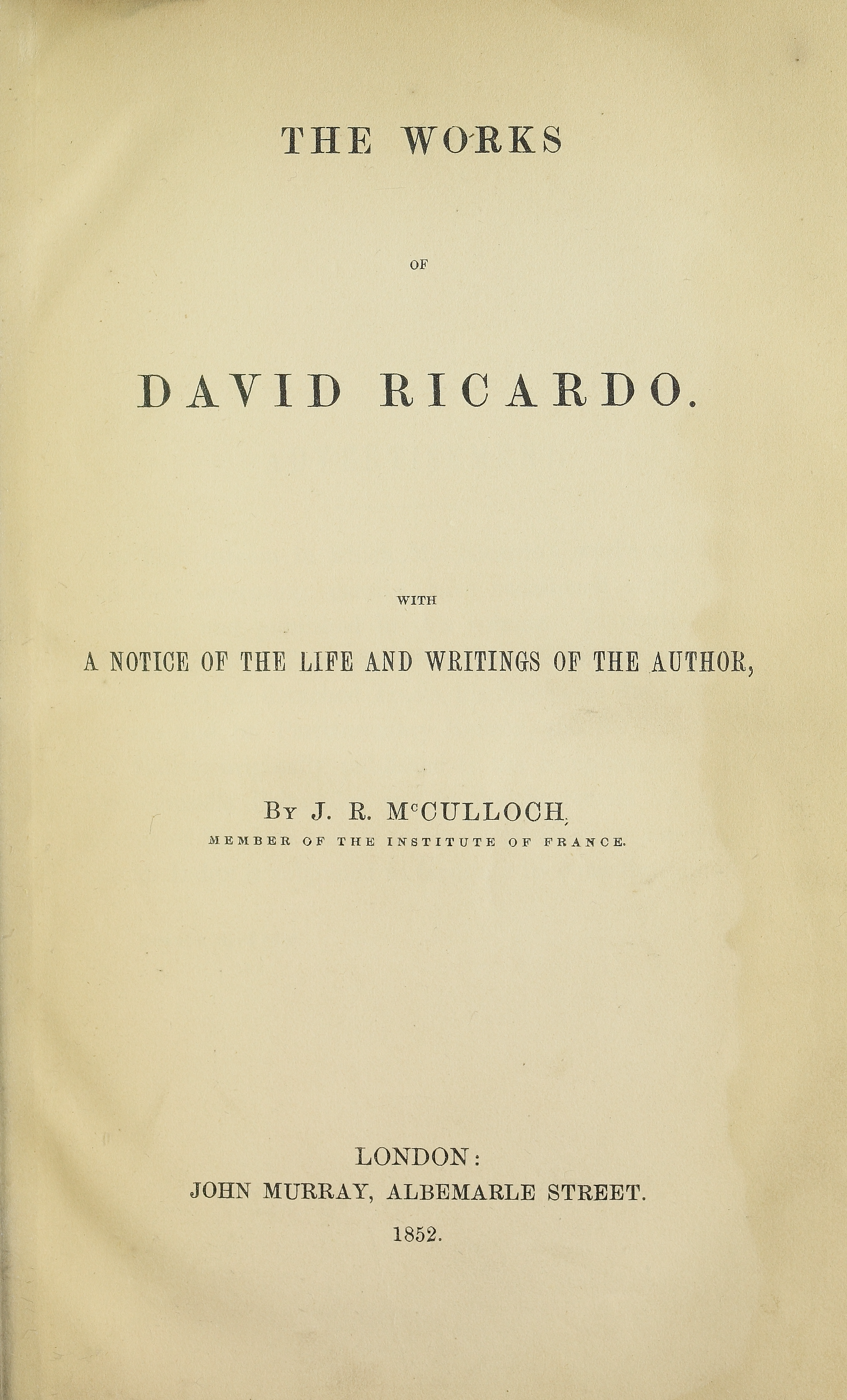
Сборник трудов Давида Рикардо, 1852

Был приверженцем концепции экономического либерализма, не допускающей никакого государственного вмешательства в экономику и предполагающей свободное предпринимательство и свободную торговлю.
Ключевые моменты экономической теории по Рикардо:
1. Существуют три основных класса и соответствующие им три вида доходов:
  - владельцы земли (лендлорды) — рента;
  - собственники денег и капитала, необходимого для производства — прибыль;
  - рабочие, занятые в производстве — заработная плата.
2. Главная задача политической экономии — определить законы, управляющие распределением доходов.
3. Государство не должно вмешиваться ни в производство, ни в обмен, ни в распределение. Государственная политика должна строиться на экономических принципах, а основной способ взаимодействия государства с населением сводится к налогообложению. Но налоги не должны быть высокими, ибо если весомая часть капитала изымается из оборота, то результатом становится нищета большей части населения, так как единственным источником роста богатства нации является именно накопление. «Лучший налог — меньший налог». Рост доходов капиталистов обязательно ведёт к снижению доходов рабочих, и наоборот.

### Теория стоимости
Хотя Рикардо первым показал, почему при совершенной конкуренции теория трудовых затрат не может полностью объяснить соотношение цен на товары, он придерживался трудовой теории стоимости потому, что она, являясь грубым приближением к реальности, была удобна для изложения его модели. Главной задачей для него было не объяснение относительных цен, а установление законов, управляющих распределением продукции между основными классами.
Основные положения теории стоимости по Рикардо таковы:
- Меновая стоимость зависит не только от количества и качества труда, но и от редкости товара.
- Говоря о естественных и рыночных ценах, Рикардо писал: «Но если мы принимаем труд за основу стоимости товаров, то из этого ещё не следует, что мы отрицаем случайные и временные отклонения действительной или рыночной цены товаров от их первичной и естественной цены».
- На уровень цен товаров наряду с затрачиваемым живым трудом влияет и труд овеществлённый, то есть «труд, затраченный на орудия, инструменты и здания, способствующие этому труду».
- Меновая стоимость товаров не зависит от изменений уровня заработной платы у рабочих, меняется только соотношение между заработной платой и прибылью в стоимости продукта.
- Повышение стоимости труда (заработной платы) невозможно без соответствующего падения прибыли.
- Деньги как товары при снижении своей стоимости обуславливают необходимость роста заработной платы, что, в свою очередь, приведёт к повышению цен на товары.
- Деньги как всеобщее средство обмена между всеми цивилизованными странами «распределяются между ними в пропорциях, которые изменяются с каждым усовершенствованием в торговле и машинах, с каждым увеличением трудности добывания пищи и других предметов жизненной необходимости для растущего населения».
- Уровень меновой стоимости товаров обратно пропорционален использованию в их производстве основного капитала, то есть при приросте основного капитала меновая стоимость будет падать.

### Теория капитала
Капитал по Рикардо:
«Часть богатства страны, которая употребляется в производстве и состоит из пищи, одежды, инструментов, сырых материалов, машин и пр., необходимая, чтобы привести в движение труд». Из-за неравенства прибыли на вложенный капитал последний «перемещается из одного занятия в другое».

### Теория ренты
- Рента всегда платится за пользование землёй, поскольку её количество не беспредельно, качество — неодинаково, а с ростом численности населения обработке начинают подвергаться новые участки земли, худшие по своему качеству и расположению, затратами труда на которых определяется стоимость сельскохозяйственных продуктов.
- Рентообразующие факторы — плодородность земли (неодинаковый природный потенциал) и разная удалённость участков от рынков, где полученная с них товарная продукция может быть реализована.
- Источником ренты является не особая щедрость природы, а прилагаемый труд.

### Теория заработной платы
Труд имеет естественную и рыночную стоимость:
- «естественная цена труда» — возможность рабочего содержать за свой труд себя и семью, оплачивая расходы на пищу, предметы насущной необходимости и удобства. Зависит от нравов и обычаев, так как в некоторых странах не требуется, скажем, тёплой одежды;
- «рыночная цена труда» — плата, складывающаяся с учётом реального соотношения спроса и предложения.

Многие историки предполагают, что взгляды Рикардо на заработную плату сложились под влиянием воззрений его друга Т. Мальтуса.
Рикардо прогнозировал, что при росте заработной платы рабочие начнут заводить большее количество детей, и в итоге заработная плата будет падать из-за того, что количество рабочих будет увеличиваться быстрее, чем спрос на их труд.
Безработица в рыночной экономике невозможна, так как избыточное население вымирает. В этом суть рикардианского «железного» закона заработной платы.

### Теория денег
Позиции Рикардо по теории денег базировались на положениях, характерных для формы золотомонетного стандарта. При этом «ни золото, ни какой-либо другой товар не могут служить всегда совершенной мерой стоимости для всех вещей». Рикардо был сторонником количественной теории денег.

### Теория воспроизводства
Рикардо признавал «закон рынков» Ж. Б. Сэя: «Продукты всегда покупаются за продукты или услуги; деньги служат только мерилом, при помощи которого совершается этот обмен. Какой-нибудь товар может быть произведён в излишнем количестве, и рынок будет до такой степени переполнен, что не будет даже возмещён капитал, затраченный на этот товар. Но это не может случиться одновременно со всеми товарами».

### Теория сравнительных преимуществ
Рикардо считал, что специализация в производстве выгодна даже стране, у которой нет абсолютных преимуществ, при условии, что у неё имеются сравнительные преимущества при производстве какого-либо товара. Каждая страна должна специализироваться на производстве товара, имеющего максимальную сравнительную эффективность.
Рикардо открыл закон сравнительных преимуществ, согласно которому каждая страна специализируется на производстве тех товаров, по которым её трудовые издержки сравнительно ниже, хотя абсолютно они могут быть иногда и несколько больше, чем за границей. Он приводит ставший классическим пример обмена английского сукна на португальское вино, в результате которого получают выгоду обе страны, даже если абсолютные издержки производства сукна и вина в Португалии ниже, чем в Англии. Автор полностью абстрагируется от транспортных расходов и таможенных барьеров и ориентируется на относительно более низкую цену сукна в Англии по сравнению с Португалией, что объясняет его экспорт и относительно более низкую цену вина в Португалии, что также объясняет экспорт последнего. В результате делается вывод, что свободная торговля ведёт к специализации в производстве каждой страны, развитию производства сравнительно преимущественных товаров, увеличению выпуска продукции во всём мире, а также к росту потребления в каждой стране.

### Теория процента и прибыли на капитал
В своей книге Рикардо также рассмотрел проблему процента на капитал. Он указывает, что процент на капитал является необходимым условием и главным стимулом к накоплению капитала. Также Рикардо пишет о том, что стоимость благ, для производства которых необходимо продолжительное время применения капитала, должна быть выше стоимости благ, требующих равного труда, но меньшего времени использования капитала:
Различие в стоимости ... происходит оттого, что прибыль является лишь справедливой компенсацией за время, в течение которого она не могла бы быть использована.
Оригинальностью отличаются взгляды Рикардо о величине прибыли на капитал, сделанные им на основании аналогии с земельной рентой. Согласно Рикардо, вначале происходит обработка наиболее плодородных земель («земель высшего качества»). В этом случае весь доход распределяется в виде заработной платы и процента на капитал. По мере роста населения растёт спрос на продукты питания и приходится обрабатывать земельные участки худшего качества, на которых издержки на производство возрастают. Возникает различие выручки с капиталов, затрачиваемых в различных условиях. Однако конкуренция между капиталистами требует выравнивания нормы прибыли на капитал. Добавочный доход, который даёт земля более высокого качества, будет поступать не капиталисту (владельцу средств производства, оборудования), а землевладельцу в виде земельной ренты.
Рикардо считал, что и в промышленности величина прибыли на капитал и уровень заработной платы будут определяться доходом от использования капитала в наихудших условиях, так как в данном случае будет отсутствовать рента. Далее весь доход (за вычетом ренты) следует распределить между капиталистом и рабочими. Заработная плата, согласно Рикардо, будет определяться стоимостью средств необходимых для поддержания жизни рабочего и его семьи. Она будет большей при повышении цены на средства существования и меньшей при их понижении. В случае определения более высокой заработной платы возрастёт предложение рабочей силы и она опять опустится к своему первоначальному значению.
Таким образом, прибыль на капитал будет снижаться по мере освоения менее пригодных для обработки земель. Так, если при использовании капитала и труда 10 человек, чей труд оценивается в 30 квартеров пшеницы, будет произведено 180 квартеров, то прибыль капиталиста составит 150 квартеров. При использовании капитала в менее благоприятных условиях будет произведено меньшее количество зерна, что при неизменной заработной плате обязательно приведёт к снижению прибыли на капитал. При этом она ни в какой из ситуаций не может стать равной нулю, так как только надежда на прибыль является мотивом сбережения капитала, и данный мотив будет ослабевать при снижении получаемой выручки.

## Влияние
Идеи Рикардо оказали огромное влияние на последующее развитие экономической теории. Появились группы единомышленников, которые опирались на взгляды Рикардо чтобы обосновать и объяснить свои теории и идеи. Теория сравнительных преимуществ стала осью всемирного экономического порядка и входит во все учебники экономического мейнстрима. Трудовая теория стоимости использована для обоснования перераспределения богатства социалистами, самым известным из которых был Маркс.

Рикардианскую теорию высоко ценят как левые, так и правые политики, поэтому критиковать её весьма сложно. Правые политики считают теорию торговли Рикардо доказательством того, что капитализм и неограниченная международная торговля — благо для жителей планеты. Преимущество свободной торговли доказывается на основании того, что экономисты называют трудовой теорией ценности, то есть учения о том, что человеческий труд — это единственный источник ценности. На этой теории основывается также марксистская идеология.— Эрик Райнерт

### Социалисты-рикардианцы
С 1820-х годов в Англии сформировалась группа социалистов-утопистов, которые использовали для обоснования своего социалистического учения теорию Рикардо. Их принято называть социалистами-рикардианцами. Наиболее известными представителями этой группы были Томас Годскин, Уильям Томпсон и Джон Фрэнсис Брей.
Социалисты-рикардианцы подвергли острой критике систему капитализма. Они утверждали, что рабочие производят весь продукт, в то время как капиталисты получают прибыль в результате эксплуатации рабочих. Социалисты-рикардианцы утверждали, что Рикардо определил условия справедливого обмена — по труду. Но при капитализме закон обмена по труду нарушается, что приводит к эксплуатации. Для ликвидации её необходимо организовать справедливый обмен, тогда каждый будет получать «полный продукт своего труда».

### Джорджисты
Джорджисты считают, что рента принадлежит обществу в целом. Эту идею обосновал Генри Джордж, который в своей теории опирался на идеи Рикардо.

## Критика теории Рикардо
Йозеф Шумпетер подверг суровой критике методологию Рикардо. Рикардо интересовал результат, имеющий непосредственное практическое значение для разрешения вопросов, находящихся в центре общественного внимания. Для получения такого результата он резал общую систему на куски, затем накладывал одно упрощающее допущение на другое, оставляя лишь несколько агрегатных переменных, между которыми с учетом своих допущений устанавливал простые односторонние зависимости. Таким способом в конце получались желаемые результаты, из которых непосредственно делались конкретные политические выводы. Применение таких результатов к решению практических проблем Шумпетер назвал «рикардианским грехом».

Это превосходная теория, которую никогда нельзя будет опровергнуть, — в ней есть всё, кроме смысла.— Й. Шумпетер
Известным является замечание Кейнса о том, что: «Если бы только Мальтус, а не Рикардо, был тем материнским стеблем, из которого выросла экономика XIX века, каким бы мудрым и богатым был бы мир сегодня!» (ориг.: 'If only Malthus, instead of Ricardo, had been the parent stem from which nineteenth-century economics proceeded, what a much wiser and richer place the world would be today!').